# Chuck Berry (álbum)
Chuck Berry é um álbum homónimo lançado em 1975 por Chuck Berry pela Chess Records. Em alguns lugares, o álbum foi lançado com o título de Chuck Berry '75. A filha de Berry, Ingrid, aparece nos backing vocals.
Este foi o último álbum de Berry  lançado pela Chess Records.

## Faixas
1. "Swanee River“ – (2:38)
2. "I'm Just a Name“ – (3:37)
3. "I Just Want to Make Love to You“ – (3:05)
4. "Too Late“ – (2:45)
5. "South of the Border“ – (2:22)
6. "Hi Heel Sneakers“ – (4:40)
7. "You Are My Sunshine“ – (2:50)
8. "My Babe“ – (2:28)
9. "Baby What You Want Me to Do“ – (2:34)
10. "A Deuce“ – (2:31)
11. "Shake, Rattle and Roll“ – (2:15)
12. "Sue Answer“ – (2:25)
13. "Don't You Lie to Me“ – (3:45)